# Національний театр (Будапешт)
Національний театр — головний драматичний театр Будапешта, заснований 1837 року. За час існування трупа театру змінила кілька будівель. Сучасну будівлю Національного театру відкрито у Ференцвароші 2002 року. Адреса будівлі — парк Гізі Байора, 1.

## Історія

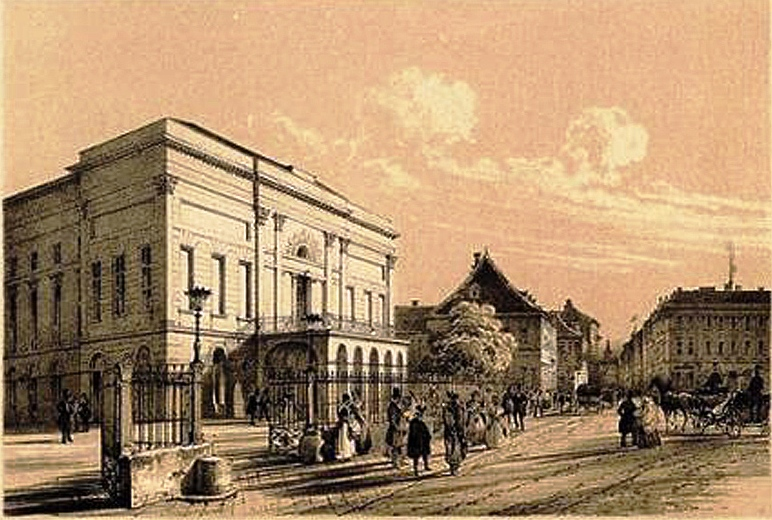
Перша будівля театру на вулиці Керепеші

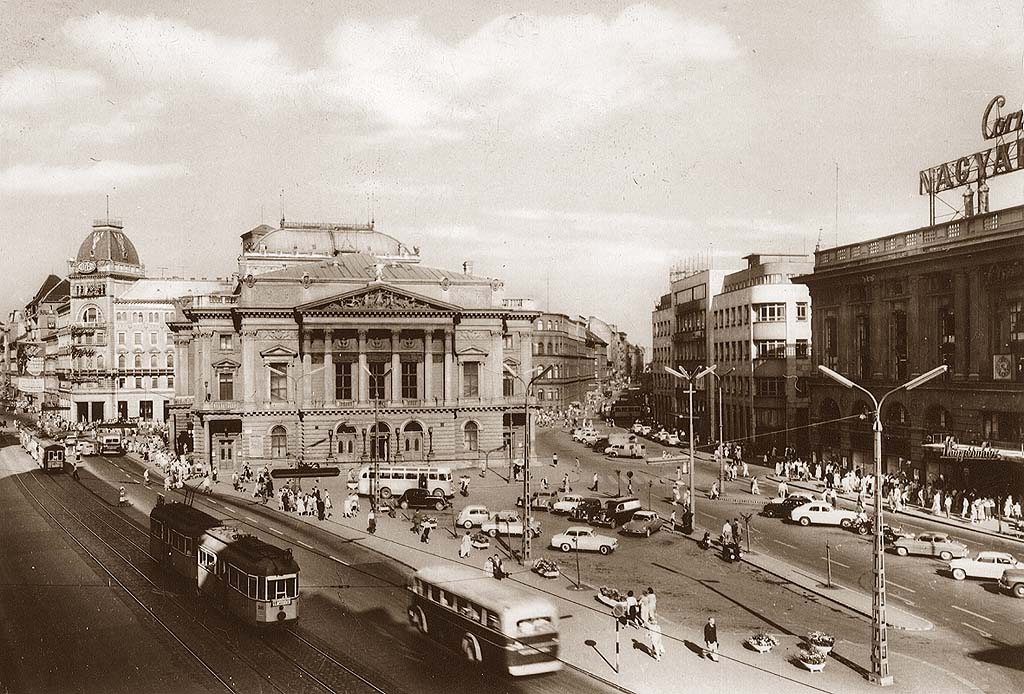
Будівля на площі Луїзи Блахи, знесена 1965 року

Головним ініціатором створення Національного театру був граф Іштван Сечені. Рішення про організацію театру ухвалено на засіданні угорського парламенту 1836 року. 22 серпня 1837 року театр відкрито у спеціально зведеній для нього будівлі на вулиці Керепеші. Спочатку мав назву «Пештський угорський театр» (Pesti Magyar Színház), 1840 року змінив назву на «Національний театр». Першим директором театру став відомий письменник і критик Йожеф Байза, пізніше театр очолювали Еде Сіглігеті та Еде Паулаї. Репертуар спочатку складали як постановки угорських та світових драматургів, так і оперні вистави. Після відкриття 1884 року Опери Будапешта Національний театр зосередився на драматичних спектаклях.
1908 року розпочато реконструкцію будівлі театру, яку через Першу світову війну так і не було завершено, будівлю згодом знесено. Трупа переїхала до будівлі Народного театру на площі Луїзи Блахи, де виступала до середини 1960-х років. 1965 року ветху будівлю театру знесено у зв'язку з будівництвом лінії Будапештського метрополітену. Трупа Національного театру два роки виступала в театрі Петефі, потім їй віддали будівлю колишнього Угорського театру на площі Шандора Хевеші.
Відтоді періодично порушувалося питання про будівництво нової будівлі для театру. Було кілька спроб створити проєкт і вибрати місце для театру, проте процес постійно затягувався через труднощі з вибором місця, нестачу фінансування та суперечності в оргкомітеті та владних структурах. Тільки 2000 року затверджено проєкт нової будівлі і виділено місце у Ференцвароші, поряд з набережною Дунаю, на північ від мосту Ракоці. Нову будівлю театру урочисто відкрито 15 березня 2002.

## Будівля

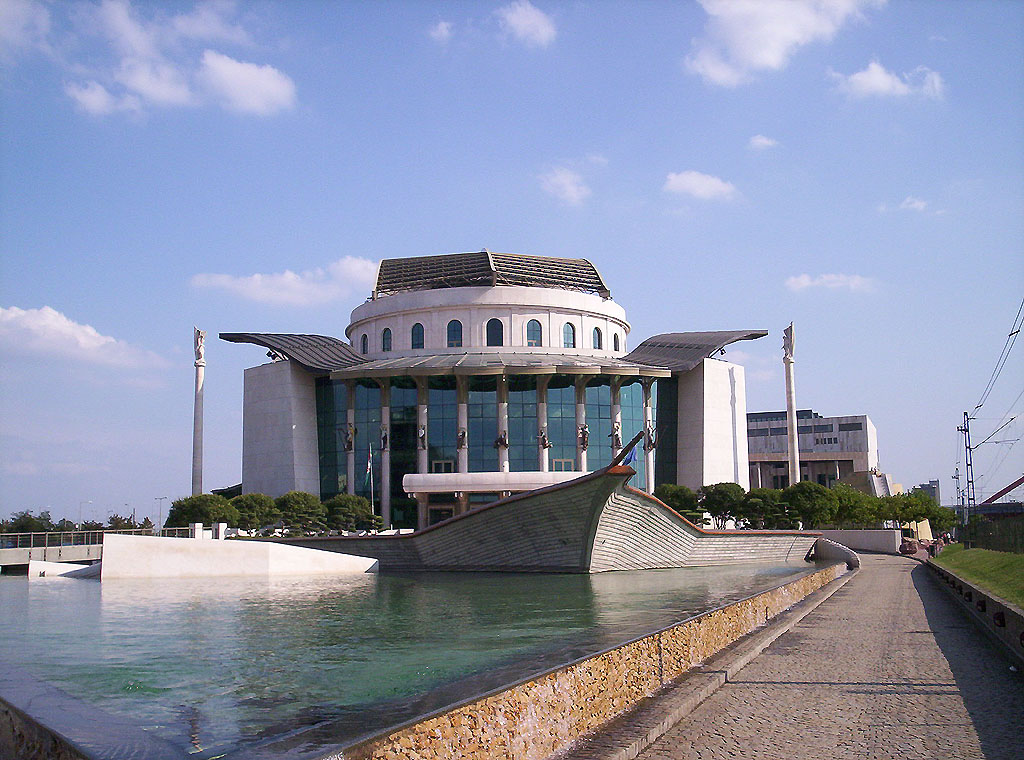
Сучасна будівля Національного театру

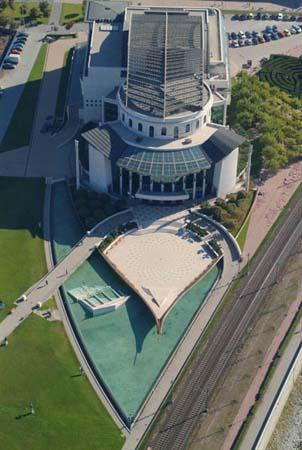
Вигляд нової будівлі з повітря

Будівництво нового приміщення на основі проєкту архітектора Маріа Шиклоша стартувало 14 вересня 2000 року та зайняло близько 15 місяців. Репетиції акторів у новій будівлі розпочато 2 січня 2002 року, офіційне відкриття відбулося 15 березня 2002 року. Оригінально вирішено головний фасад театру — площа перед головним входом театру має вигляд носової частини корабля, оточеної штучним ставком.
Площа театру разом зі сценою на відкритому повітрі становить 20 844 м² і складається з трьох частин: головної зали з головною сценою, U-подібної технічної зони навколо головної сцени та парку навколо будівлі театру, де, крім відкритої сцени, розташовані скульптурні композиції театральної тематики.
2005 року неподалік театру відкрито Палац мистецтв.
Головна зала вміщує 619 глядачів, сцена головної зали має розміри 24х17,9 м та висоту 28 м. Видима глядачам частина сцени — 12х7 м.